# Fármaco Z

Estructura química del fármaco Z prototípico zolpidem.

Los fármacos Z son un grupo de análogos de benzodiazepinas con efectos similares a las benzodiazepinas utilizados en el tratamiento del insomnio, cuyos nombres empiezan la mayoría por la letra "Z". Algunos fármacos Z pueden tener ventajas sobre las benzodiazepinas. Las benzodiazepinas de hecho empeoran la arquitectura del sueño, mientras que uno de los fármacos Z, el zaleplon, provoca poca o ninguna alteración de la arquitectura de sueño.

## Historia
Los fármacos Z emergieron a finales de los años 80 e inicio de los 90. La zopiclona fue aprobado por el Servicio de Salud Nacional británico a principios de 1989, seguido por el zolpidem desarrollado por Sanofi.
En 1999, el laboratorio King Pharmaceuticals fue autorizado por la FDA estadounidense para comercializar zaleplon en los Estados Unidos.
En 2005, la FDA aprobó la eszopiclona, el (S)-enantiómero de la zopiclona. Ese mismo año la FDA aprobó la comercialización de la versión de zolpidem de liberación prolongada, Ambien CR. En 2012 la FDA aprobó el medicamento Intermezzo, el cual todavía utilizaba zolpidem como principio activo, pero comercializado para tratar el insomnio de mitad de la noche, disponible en la mitad de la dosis a la contenida en la versión de zolpidem de liberación inmediata Ambien, con el fin de evitar la sedación residual de la mañana siguiente.

## Farmacología
Hay tres grupos primarios de fármacos Z, los cuales pueden ser catalogados como análogos de benzodiazepinas en su totalidad. A continuación se citan tres grupos distintos de hipnóticos o sedantes del CNS.
- Imidazopiridinas: zolpidem.
- Ciclopirrolonas: zopiclona.
- Pirazolopirimidinas: zaleplon.

Se estima que este grupo de fármacos modula la subunidad específica del receptor de benzodiacepina, como un agonista específico del receptor GABAA. Se piensa que el modo de acción primario es selectivo, y tiene una alta afinidad para la región a1 hipnótico-inductora de la subunidad benzodiacepínica del receptor GABAA.